# Maxmilián Josef z Lambergu
Maxmilián Josef hrabě z Lambergu (německy Maximilian Joseph von Lamberg; 22. listopadu 1729 Brno – 23. června 1792 Kroměříž) byl moravsko-rakouský šlechtic z rodu Lambergů. Vykonával úřady dvorského maršálka, tajného rady a ministra konference augsburského biskupa. Byl považován za velkého učence a jeho zápisky z svých cest po Evropě měly velký ohlas. Pro svou příjemnou povahu měl přídomek Democritus dulcior a byl vítaným společníkem mnoha osobností vědy a kultury své doby. Po řadě let strávených na cestách se v roce 1774 trvale usadil v Brně a patřil k předním představitelům moravského osvícenství. 

## Život
Narodil se jako starší syn hraběte Karla Antonína z Lambergu z linie Ortenegg a jeho manželky Marie Lukrecie markýzy Turrinetti de Prié, dcery rakouského diplomata Herkula Ludvíka Turinettiho z Prié. Měl mladšího bratra Leopolda z Lambergu (1732-1809).
Maxmilián Josef studoval ve Vratislavi, Berlíně a Halle a s bratrem Leopoldem podnikl kavalírskou cestu po Francii (strávil tři roky v Paříži) a Nizozemsku. Na svých cestách se setkal s Karlem Evženem Württemberským a v roce 1761 vstoupil do jeho služeb jako tajný rada a hradní kapitán a doprovázel ho na jeho cestě do Itálie. 
V roce 1764 v Augsburgu nastoupil do funkce nejvyššího dvorského maršálka, tajného rady a ministra konference u tamního biskupa Josefa Ignáce Filipa Hesensko-Darmstadtského.
Tohoto místa se v roce 1769 vzdal, aby podnikl delší cestu do Itálie, na Korsiku a až do Tunisu. Svou dvouroční cestu popsal ve své knize Memorial d'un Mondain (Zápisník světáka), která také obsahovala četné další eseje a úvahy na nejrůznější témata. 
Po cestě do Středomoří hodně cestoval ještě po Německu (jako vítaný host „z jednoho zámku na druhý“), soukromě bydlel v Landshutu, Vídni a Brně. 
Kromě toho se zajímal o matematiku, fyziku a filosofii. Mimo jiné publikoval esej, ve které zkoumal otázku, zda lze kontury a tvary obličeje charakterizovat algebraickými křivkami a tím je kvantifikovat. 
Byl považován za velkého učence a dopisoval si s Davidem Humem, Jean-Baptistem le Rondem d'Alembertem, Voltairem, Albrechtem von Hallerem a Francescem Algarottim. Do smrti vedl také častou korespondenci s Giacomem Casanovou, s nímž se osobně znal. Mluvil několika jazyky (italsky, francouzsky, anglicky, španělsky), byl klasicky vzdělaný a matematicky nadaný, uplatnil se jako vynálezce a vlastnil cenný kabinet fyziky. 
Jeho zápisky si získaly širokou pozornost a brzy byly přetištěny v nových vydáních. 
Od roku 1772 byl čestným členem Bavorské akademie věd.
Po návratu z cest v roce 1774 se trvale usadil v Brně, kde patřil k předním osobnostem osvícenské aristokratické společnosti. Byl spoluzakladatelem tzv. Patriotické společnosti a podílel se také na vzniku nových vzdělávacích institucí v Brně. Častým hostem byl v Olomouci u svého přítele, olomouckého arcibiskupa Antonína Theodora z Colloreda a jeho předchůdce Maxmiliána z Hamiltonu, pobýval také na zámku Loučka u svého mladšího bratra Leopolda. 
Hrabě Maxmilián Josef z Lambergu zemřel na zámku olomouckých arcibiskupů v Kroměříži 23. června roku 1792.

### Manželství a rodina
V prosinci 1753 se oženil s Marií Terezií hraběnkou z Trauttmansdorffu (1729–1755), nejstarší dcerou Františka Norberta z Trauttmansdorffu. Po smrti první manželky se v roce 1763 znovu oženil v Bavorsku s Marií Josefou z Dachsbergu (1746–1832), se kterou měl dva syny a dvě dcery. Starší syn Karel Evžen (1764–1831) se v roce 1797 stal po starší rodové linii dědicem knížecího titulu. 

## Spisy
V zápiscích ze svých cest vypráví také o významných současnících, se kterými se na svých cestách setkal. Byli mezi nimi Pasquale Paoli, francouzský guvernér Korsiky Charles Louis de Marbeuf (1712-1786), skotský cestopisec James Boswell, diplomat a mecenáš umění Giacomo Durazzo, dobrodruh hrabě ze Saint-Germain, který ho doprovázel na části jeho cesty, kardinál Jindřich Benedikt Stuart, filozof hrabě z Oettingen-Baldernu, Carlo Goldoni, Giacomo Casanova, básnířka Corilla Olimpica  a vědci jako Laura Bassiová, Ruđer Bošković či Luigi Ferdinando Marsigli.
- Lettres à quelques-unes des mes amis, Paris
- Mes fragments, Paris 1758
- Essai sur l’impossible: ouvrage problématique, Paris 1764
- Vanité de quelques-unes des nos connaissances, Paris 1766
- Nouveaux sujets de littérature et de philosophie, London 1767
- Reflexions sur la propriété d’une courbe algébraïque dont les contours marqueraient les traits d’un visage connu, Livorno 1770
- Mémorial d’un Mondain, Frankfurt am Main:J. G. Eßlinger,  1774, nové vydání ve dvou svazcích Londýn 1776 a Vídeň: Trattner; Band 1, Archive, Band 2, Archive
  - Německé vydání: Tagebuch eines Weltmanns, Frankfurt am Main 1775 (překlad 1. vydání G. L. Wagner)
- Epoques raisonnées sur la vie d’Albert de Haller, Leipzig 1778
- Lettres de l’auteur du Mémorial d’un Mondain sur une nouvelle méthode d’apprendre à parler, 1781
- Tablettes fantastiques ou Bibliothèque très particulière pour quelques pais et pour quelques hommes par l’auteur du Mémorial d’un Mondain, Dessau 1782
- Question sur une nouvelle manière de compter, ou Bustroph numéral dédié aux arithméticiens modernes, Paris 1782
- Le Canot ou lettres de Madame Blergx par l’auteur du Mémorial d’un Mondain, Wien 1782
- Lettres critiques, morales et politiques, Amsterdam (Hanau) 1786, Supplement 1786, Neuauflagen Bern 1786, 1787, Wien 1802
- Monatliche Korrespondenz aus den europäischen Geheimniß-Inseln (es erschien nur eine Ausgabe)
- Beiträge zu Hawliks Taschenbuch zur Aufmunterung vaterländischer Talente 1802 (von Ernst Hawlik)
- Über das Vergnügen, in: Hawliks Taschenbuch für Mähren 1803
- Auf die Rückkehr in mein Vaterland, Hawliks Taschenbuch für Mähren 1804 (sowie Auszüge aus Lambergs Gedicht Xenokrat)
- Gustav Gugitz (Hrsg.): Casanova und Graf Lamberg : Unveröffentlichte Briefe des Grafen Max Lamberg an Casanova aus dem Schloßarchiv in Dux, Wien: Bernina Verlag 1935